# Saxifraga rivularis
Saxifraga rivularis es una especie de planta fanerógama perteneciente a la familia Saxifragaceae. Es originaria del Hemisferio Norte. 

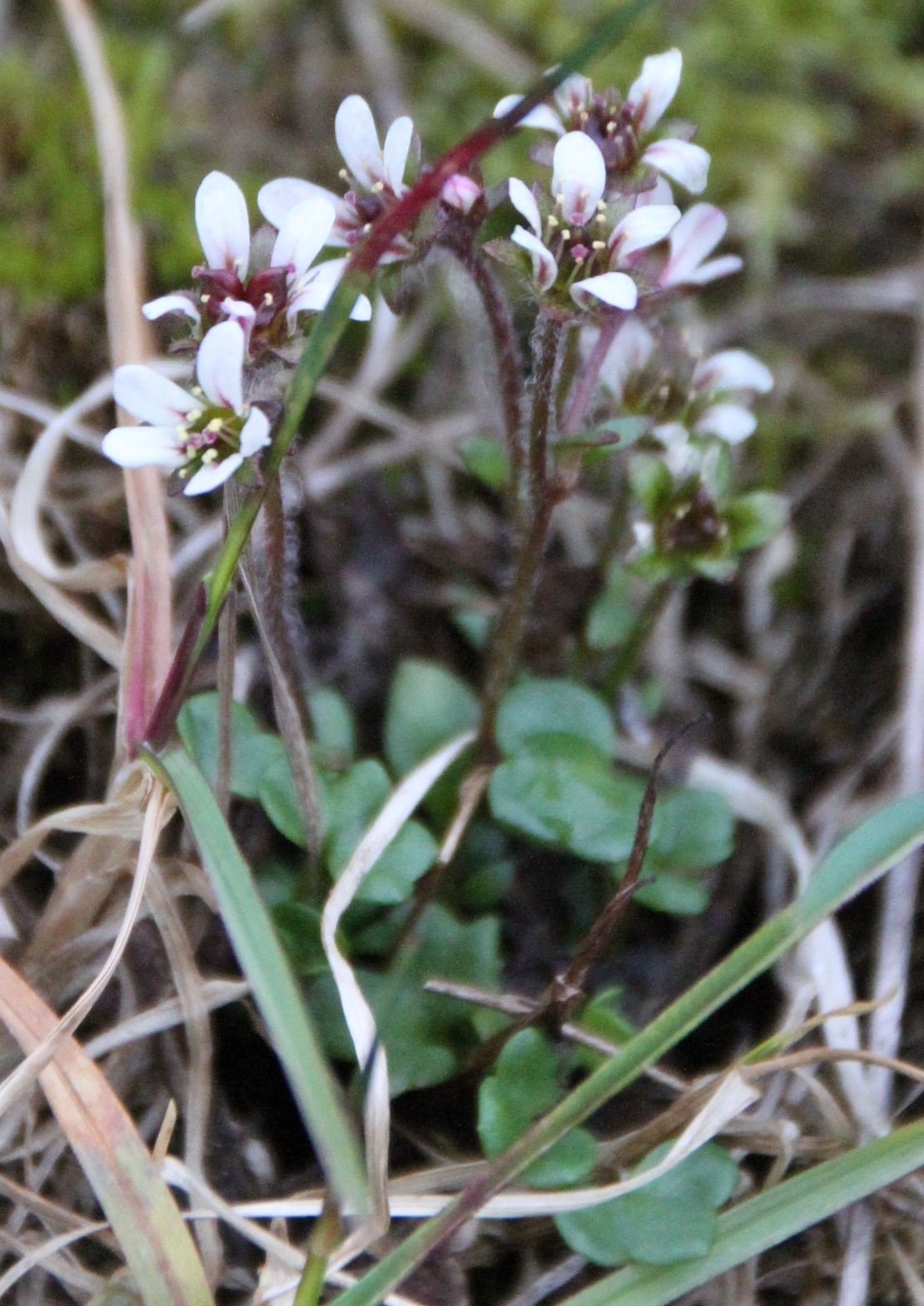
En su hábitat

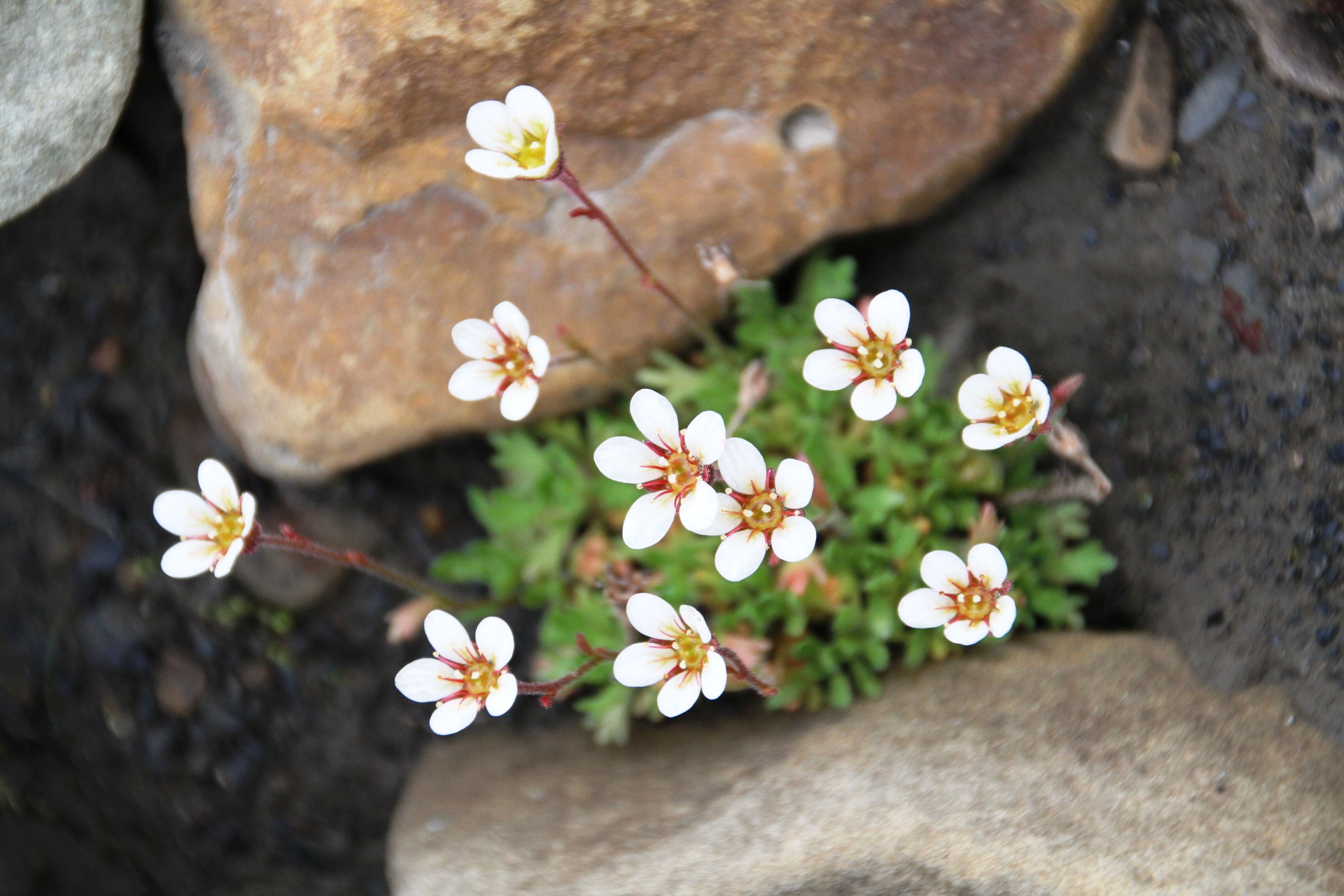
Vista de la planta

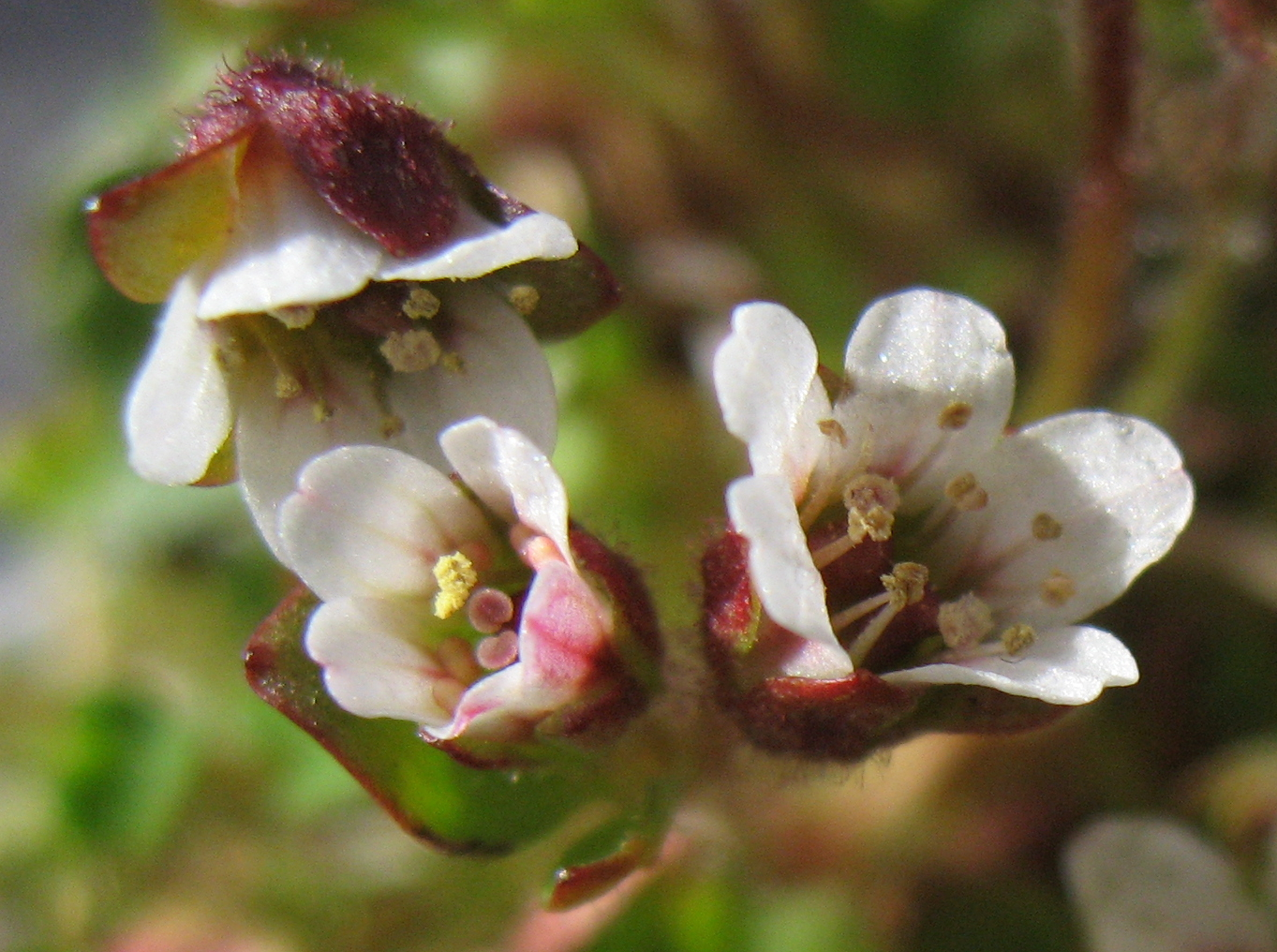
Flores

## Distribución
Saxifraga rivularis es nativa de las regiones del norte del hemisferio norte, donde tiene una distribución Circumpolar, que se producen en todo el Ártico y en los climas alpinos de zonas templadas montañosas, como la Sierra Nevada en California. Se puede encontrar en hábitats húmedos y muy húmedos, rocosos, en sustratos ricos en nitrógeno y materia orgánica, tales como rocas de nidificación aves y pisos cubiertos de musgo en la turba.

## Descripción
Saxifraga rivularis es una pequeña hierba perenne que crece alcanza un tamaño de poco más de 12 centímetros de altura máxima. Tiene pequeñas hojas lobuladas, en la base y a lo largo del tallo. La inflorescencia se presenta en un peludo y erguido pedúnculo que lleva flores con pétalos blancos y reproductivos bulbillos .

## Taxonomía
Gentiana rivularis fue descrita por Carlos Linneo y publicado en Species Plantarum 1: 404. 1753.
Etimología
Saxifraga: nombre genérico que viene del latín saxum, ("piedra") y frangere, ("romper, quebrar"). Estas plantas se llaman así por su capacidad, según los antiguos, de romper las piedras con sus fuertes raíces. Así lo afirmaba Plinio, por ejemplo.
rivularis: epíteto latíno que significa "al lado de los arroyos"
Variedades aceptadas
- Saxifraga rivularis subsp. arctolitoralis (Jurtzev & V.V.Petrovsky) M.H.Jørg. & Elven
- Saxifraga rivularis var. laurentiana (Ser.) Engl.

Sinonimia
- Evaiezoa laurentiana Raf.
- Evaiezoa rivularis Raf.
- Lobaria rivularis (L.) Haw.
- Saxifraga rivularis var. rivularis
- Saxifraga rivularis f. rivularis[4][5]

Híbrido
- Saxifraga x opdalensis
- Saxifraga x svalbardensis	?